# Сонячний (Кривий Ріг)
Со́нячний — житловий мікрорайон у Саксаганському районі Кривого Рогу.
Закладений на початку 70-х рр. ХХ століття [джерело?]. Розвитку набув у 80-х рр. Попередня назва 6-й мікрорайон. Площа 1,5 км². Має 50  дев'ятиповерхових будинків та 1 будинок 17-поверховий, мешкає 16 тисяч осіб. Розташовані об'єкти соцкультпобуту. Багатий на зелені насадження.